# Albrecht von Glasow
Ernst Albrecht Erdmann von Glasow (* 9. August 1851 in Partheinen, Kreis Heiligenbeil; † 29. August 1927 in Balga) war ein deutscher Rittergutsbesitzer und Parlamentarier.

## Leben
Albrecht von Glasow studierte an der Ruprecht-Karls-Universität Heidelberg Rechtswissenschaft. 1873 wurde er Mitglied des Corps Saxo-Borussia Heidelberg. Nach dem Studium absolvierte er eine praktische landwirtschaftliche Ausbildung. In der Folge wurde er Besitzer des Ritterguts Balga. Er war Rittmeister der Landwehr-Kavallerie. Glasow vertrat 1894–1908 als Abgeordneter den Wahlkreis Königsberg 4 (Heiligenbeil, Preußisch Eylau) im Preußischen Abgeordnetenhaus. Er gehörte der Fraktion der Konservativen Partei an.
Albrecht von Glasow war mit Marie, geb. Freiin von der Goltz (1858–1931) verheiratet. Der Ehe entstammten fünf Kinder.